# Bön

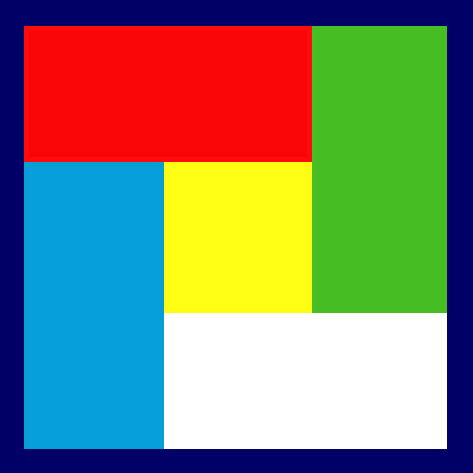
Yungdrung, symbol bönu

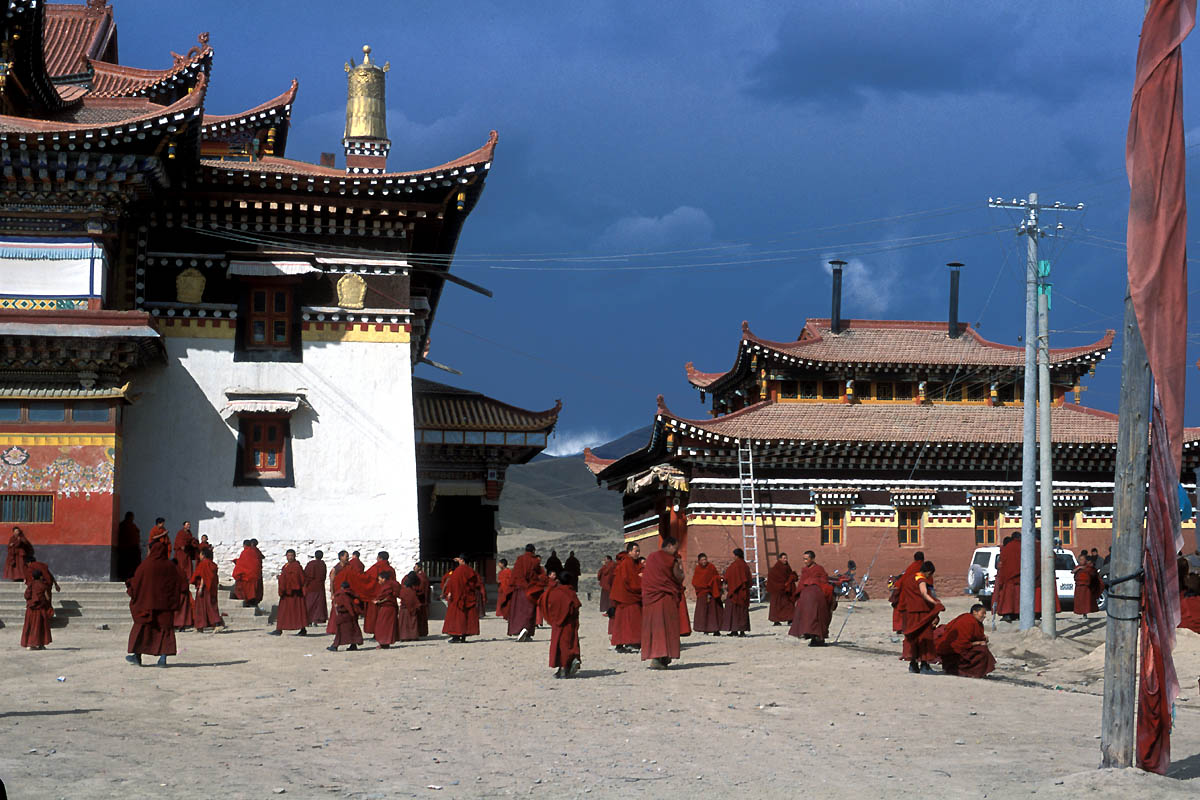
Bönský chrám v Sečuánu v ČLR

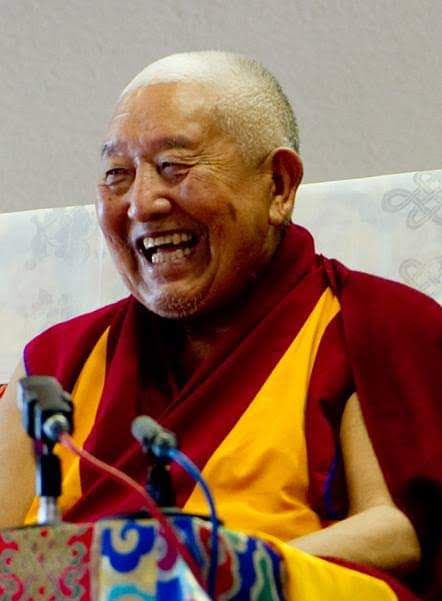
Lopön Tenzin Namdak, duchovní v bönském chrámu v Nepálu

Bön, někdy též bönismus, je označení pro původně předbuddhistické animistické náboženství Tibetu. Pro tuto starověkou duchovní tradici byly typické animistické a šamanistické prvky, které se vyznačovaly kultem démonů, magií a oběťmi. Bön byl v Tibetu dominantním náboženstvím až do legendárního příchodu Padmasambhavy v 8. století, který zde podle tradice zavedl buddhismus. I přesto, že je dnes v Tibetu dominantním náboženstvím buddhismus, bön si stále udržuje určitý vliv, i když je částečně asimilován do lámaismu. Dosud se udržuje mezi nomádským obyvatelstvem severního a východního Tibetu.
Bön se zabývá mj. kraniologickým zkoumáním lebek, zjednodušeně je hodnotí jako „dobré“ a „špatné“. Lebky se používaly také jako poháry.

## Česká republika
V Praze již několik let žije geše Nyima Woser Choekhortshang (Nima Hojer Lama), který na tibetanistickém oddělení Ústavu asijských studií FF UK vyučuje tibetskou konverzaci (2022).